# Брисак
Брисак (фр. Brissac) је насеље и општина у јужној Француској у региону Лангдок-Русијон, у департману Еро која припада префектури Монпелије.
По подацима из 2011. године у општини је живело 619 становника, а густина насељености је износила 14,03 становника/km². Општина се простире на површини од 44,13 km². Налази се на средњој надморској висини од 145 метара (максималној 772 m, а минималној 99 m).

## Демографија
| 1962. | 1968. | 1975. | 1982. | 1990. | 1999. | 2011. |
| ----- | ----- | ----- | ----- | ----- | ----- | ----- |
| 324   | 370   | 305   | 285   | 365   | 442   | 619   |

График промене броја становника у току последњих година